# Jon Lieber
Jon Lieber (né le 2 avril 1970 à Council Bluffs, Iowa, États-Unis) est un ancien lanceur de la Ligue majeure de baseball.